# Maruny
Maruny (niem. Groß Maraunen) – wieś w Polsce położona w województwie warmińsko-mazurskim, w powiecie olsztyńskim, w gminie Barczewo.
W latach 1975–1998 miejscowość administracyjnie należała do województwa olsztyńskiego.
Miejscowość leży na Warmii. We wsi pomnikowy dąb.

## Historia
Wieś założona w 1349 r. w wyniku nadania przez warmińskiego wójta biskupiego Henryka z Lutr dla Prusów: Meruna i Henrico Nakickona 20 włók na prawie chełmińskim, w ziemi Gunlauke. W 1409 r. ponowiono  lokację na 12 włok. W pobliżu Marun 10 włók na  prawie chełmińskim otrzymał Mikołaj Ruthenus. Ziemia ta po kilku latach włączona została do majątku ziemskiego w Marunach.